# Ле Казеле (Фрозиноне)
Ле Казеле је насеље у Италији у округу Фрозиноне, региону Лацио.
Према процени из 2011. у насељу је живело 284 становника. Насеље се налази на надморској висини од 489 м.